# خليل رفعت باشا
كان خليل رفعت باشا (تركية حديثة: Halil Rıfat Paşa؛  1820–9 نوفمبر 1901) رجل دولة عثماني وصدر أعظم لمدة ست سنوات بين 1895 حتى وفاته في 1901، تحت حكم السلطان عبد الحميد الثاني.